# Parasitica
Diversas linhagens de vespas parasitoides, da subordem Apocrita da ordem de insetos Hymenoptera, eram tradicionalmente agrupadas dentro de uma infraordem denomicada como "Parasitica". Eventualmente, com o advento da sistemática filogenética, foi determinado que este agrupamento não deveria continuar válido pois não corresponde a um grupo natural (isto é, não era um grupamento monofilético, significando que estas linhagens, ou famílias de vespas, não incluiu todos descendentes de um mesmo ancestral comum). 
Mesmo assim, esta divisão "Parasitica" ainda costuma ser usada para fins práticos ou didáticos, em oposição à autêntica infraordem Aculeata, para se referir a "todos aqueles insetos himenópteros apócritos que não são aculeados", que são, de fato, geralmente vespas parasitoides. Por outro lado, não inclui todas as vespas parasitoides conhecidas, dado que existem himenópteros parasitoides aculeados, bem como alguns não-apócritos (este últimos, ditos da subordem informal "Symphyta", a exemplo de tantas linhagens em Orussoidea). Trata-se este um bom exemplo das instabilidades e inconveniências taxonômicas próprias da ordem Hymenoptera, como está sendo compreendida atualmente, quem tem incentivado a convenção de se evitar o uso oficial de categorias taxonômicas outras que não as de superfamílias, uma vez que estas têm-se mostrado mais estáveis e melhor explicativas. 

## Diversidade
Parasitica contém 48 famílias distribuídas em cerca de 10 superfamílias, abrangendo aproximadamente 50% das espécies descritas em Hymenoptera. Atualmente, a maioria dos autores consideram as seguintes superfamílias como pertencentes à divisão informal "Parasitica":
"Complexo Proctotrupoidea" Inclui vespas um grupo grande e diverso de Hymenoptera parasítica relativamente antigo, com fósseis a partir do período Jurássico. Todos são parasitóides ou hiperparasitóides de outros artrópodes, atacando a maioria dos grupos de insetos terrestres bem como centípedes e aranhas. 
- Ceraphronoidea - ecto- e endoparasitoides de outros insetos de ordens como Diptera, Neuroptera, Lepidoptera, dentre outras. Inclui as famílias: Ceraphronidae, Megaspilidae.
- Proctotrupoidea - em geral, endoparasitoides de outras ordens de insetos, principalmente de Diptera e Coleoptera; inclui muitas linhagens com biologia essencialmente desconhecida. Inclui as famílias: Proctotrupidae, Diapriidae, Heloridae, Monomachidae, Pelecinidae.
- Platygastroidea - endoparasitoides de diversas outras ordens de insetos, e algumas aranhas. Inclui as famílias: Platygastridae, Scelionidae.
Demais superfamílias:
-Cynipoidea - endoparasitoides de outras ordens de insetos, principalmente de Diptera e Coleoptera; inclui algumas linhagens fitófagas formadoras de galhas. Inclui as famílias: Cynipidae, Ibaliidae, Liopteridae, Figitidae.
Chalcidoidea - parasitoides de inúmeras ordens de outros insetos, e mesmo outros invertebrados; incluem também algumas linhagens não-parasitas, que secundariamente voltaram-se para a alimentação fitófaga. Inclui as famílias: Chalcididae, Leucospidae, Eurytomidae, Pteromalidae, Agaonidae, Torymidae, Ormyridae, Perilampidae, Eucharitidae, Eupelmidae, Tanaostigmatidae, Encyrtidae, Aphelinidae, Signiphoridae, Tetracampidae, Rotoitidae, Eulophidae, Trichogrammatidae, Mymaridae.
- Trigonaloidea - endoparasitoides, maioria ataca outros Hymenoptera. Inclui as famílias:
- Megalyroidea - ectoparasitoides de larvas de besouros brocadoras de madeira. Inclui apenas a família Megalyridae.
- Stephanoidea -  Inclui apenas a família Stephanidae. Desenvolvem-se como ectoparasitoides idiobiontes de larvas de diversos insetos perfuradores de madeira, principalmente de Coleoptera (Cerambycidae e Buprestidae), e de alguns Siricidae e Apidae.
- Mymarommatoidea - biologia essencialmente desconhecida, presumidamente vespas parasitoides. Inclui apenas a família Mymarommatidae.
- Evanioidea - parasitoides, predadores e cleptoparasitas (ladrões de alimentos) de diferentes ordens de outros insetos. Inclui as famílias: Evaniidae, Aulacidae, Gasteruptidae.
- Ichneumonoidea - parasitoides de diversos outros insetos e algumas aranhas. Inclui as famílias: Ichneumonidae e Braconidae.